# Francine Gálvez
Francisca Nicolasa «Francine» Gálvez Djouma (Nkongsamba, Moungo, Camerún, 13 de septiembre de 1966) es una periodista y presentadora española de origen camerunés.

## Biografía
Es hija de madre camerunesa y padre español, evangelizador en dicho país. Creció en el municipio jienense de Lopera. En 1989 se licenció en Ciencias de la Información, rama de Periodismo, en la Facultad de Ciencias de la Información (Universidad Complutense de Madrid). También realizó un máster en televisión en la Escuela de Estudios Profesionales de la Universidad de Nueva York. Tras acabar la carrera obtuvo una beca para trabajar en Televisión Española.
En junio de 1989 se incorporó a los servicios informativos de La 2. Una vez finalizada su beca, fue contratada por la cadena y se incorporó al programa matinal Buenos días. Poco después, en abril de 1990, con tan solo 23 años, comenzó a presentar las ediciones de fin de semana del Telediario, siendo la primera persona negra en España que desempeñaba esa función. Compartió plató primero con Mari Pau Domínguez y luego con Ana Blanco. Se mantuvo en el puesto hasta 1991. 
Su primera oportunidad fuera del Área de Informativos de TVE, le llegó en abril de 1992, cuando presentó para Televisión Española la gala de inauguración de Disneyland Paris junto a Ricardo Fernández Deu.
En octubre de 1992 participó en la película Supernova, haciendo el mismo papel como presentadora de informativos, esta película fue encabezada por la cantante Marta Sánchez. Un año después presentó el programa destinado al público juvenil Oxígeno. 
De 1997 a 2000 fue reportera del programa Madrid directo de Telemadrid. En la temporada 1999-2000, presentó en Telemadrid junto a Víctor Sandoval el programa sobre actualidad social Mamma mía. En 2000 condujo en Telemadrid también junto a Víctor Sandoval el magacine semanal Macumba TeVe. 
En 2001 fichó por Antena 3, donde presentó Noche y día con Isabel Gemio; Rumore, rumore (2001) con Jorge Javier Vázquez y el reality show Confianza ciega (2002).
De vuelta a TVE, se hizo cargo del espacio sobre causas solidarias Voluntarios en La 2 (2004) y el concurso divulgativo y cultural Palabra por palabra (La 2, entre 2005 y 2011). Al mismo tiempo, dirigió la revista Emisiones TV.
En el verano de 2007 presentó (también junto a Víctor Sandoval) el programa de carácter desenfadado Aquí hay tomate (en Telecinco). Entre septiembre de 2008 y junio de 2010 colaboró en El programa de Ana Rosa, de Telecinco. 
Desde 2011 es directora de PromusicTV Audiovisual y entre 2012 y 2013 condujo el espacio Date un capricho en Chello Multicanal.  
En 2015 presenta el reality Mi gran boda en Las Vegas en Telemadrid. Ese mismo año, presentó en Telemadrid (de nuevo junto a Víctor Sandoval) Mamma mia Superkaraoke, programa con el que la cadena autonómica dio la bienvenida al año nuevo. Entre 2015 y 2018 fue contertulia del programa de La 1, Amigas y conocidas.
Desde el 1 de noviembre de 2021, 21 años después, regresa a Madrid directo, esta vez como presentadora junto a Emilio Pineda.

## Televisión
- 1989-1990, Buenos días, en La 1. Colaboradora.
- 1990-1991, Telediario Fin de semana en La 1. Presentadora.
- 1993, Oxígeno en La 2. Presentadora.
- 1997-2000, Madrid directo en Telemadrid. Reportera.
- 1999-2000, Mamma mía en Telemadrid. Presentadora.
- 2000, Macumba TeVe en Telemadrid. Presentadora.
- 2001, Noche y día en Antena 3. Presentadora.
- 2001, Rumore, rumore en Antena 3. Presentadora.
- 2002, Confianza ciega en Antena 3. Presentadora.
- 2004, Voluntarios en La 2. Presentadora.
- 2005-2011, Palabra por palabra en La 2. Presentadora.
- 2007, Aquí hay tomate en Telecinco. Presentadora sustituta.[9]
- 2008-2010, El programa de Ana Rosa en Telecinco. Colaboradora.[10]
- 2012-2013, Date un capricho en Decasa. Presentadora.[11]
- 2015, Mi gran boda en Las Vegas en Telemadrid. Presentadora.[12]
- 2015-2018, Amigas y conocidas en La 1. Colaboradora.
- 2015, Mamma mía Superkaraoke en Telemadrid. Presentadora.[13]
- 2016, Oficiorama en La 2. Directora y presentadora.[14]
- 2016, Telepasión 2016: Va de cine en La 1. Invitada.[15]
- 2017, Deluxe en Telecinco. Colaboradora.
- 2018, Tribus viajeras en La 2. Presentadora.[16]
- 2018, Lazos de sangre en La 1. Colaboradora.
- 2019-2020, Está pasando en Telemadrid. Colaboradora.
- 2021-presente, Madrid directo en Telemadrid. Presentadora.

## Cine
- 1993: Supernova, dirigida por Juan Miñón como Presentadora de televisión.
- 2016: Relaxing Cup of Coffee, dirigida por José Semprún como Mujer con 007.